# Han van Wieringen
Han van Wieringen (Haarlem, 1982, voorheen bekend als Hannah van Wieringen), is een Nederlands schrijver van poëzie, toneelstukken en romans.
Van Wieringen studeerde in Utrecht 'Writing for Performance'.
Hij schrijft, vertaalt en bewerkt onder andere toneel, met name voor de toneelgroep Theater Oostpool. Voor die groep schreef hij onder andere Er moet licht zijn (2010).
Zijn debuutroman, De kermis van Gravezuid, werd in 2012 gepubliceerd door uitgeverij De Harmonie. Het is een roman in verhalen over een kleine dorpsgemeenschap in de kop van Noord-Holland. Het boek won de Academica Literatuurprijs 2014, stond op de longlist van de Gouden Boekenuil 2013 en op de shortlist van de Bronzen Uil in datzelfde jaar.
In 2014 volgde zijn poëziedebuut Hier kijken we naar. Het werd dat jaar genomineerd voor de C. Buddingh'-prijs voor het beste poëziedebuut. In 2015 won hij met het boek de debuutprijs Het Liegend Konijn.
Na zijn tweede roman, Prijs de dag voordat de avond valt (2016) volgde in 2019 Als vrouwen vrienden zijn, een bundel met twee theaterteksten: Als vrouwen vrienden zijn en Mahler & Kokoschka.